# برون (فرانسه)
برون (به فرانسوی: Bron) یک کامین در فرانسه با جمعیت ۳۹٬۴۸۸ نفر است که در رون واقع شده‌است.